# Ana Claudia Zenclussen

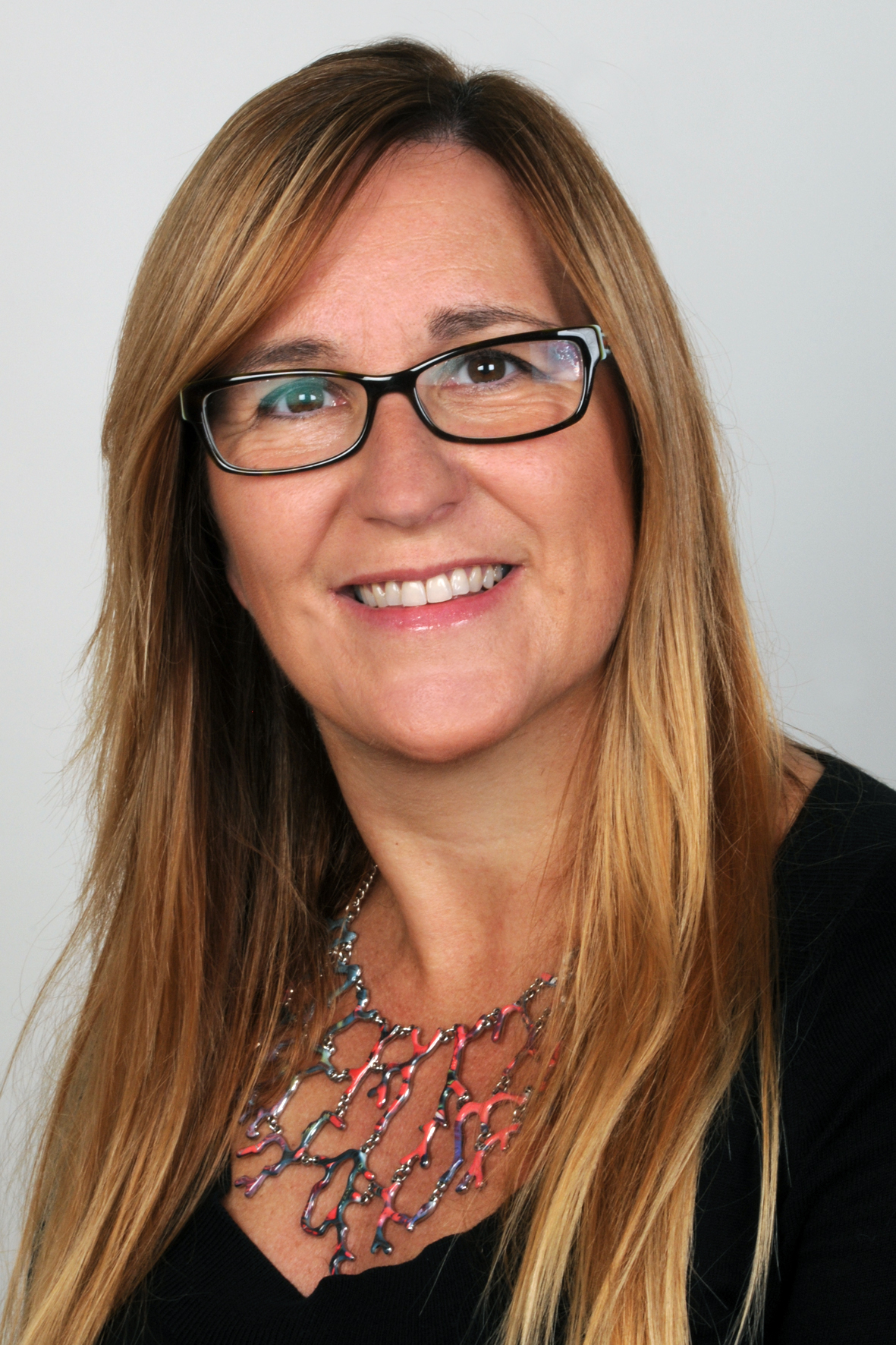
Ana Claudia Zenclussen

Ana Claudia Zenclussen (* 1971 in Esperanza, Argentinien) ist eine deutsch-argentinische Immunologin. Sie forscht auf dem Gebiet der Schwangerschafts- und perinatalen Immunologie und leitet das Department Umweltimmunologie am Helmholtz-Zentrum für Umweltforschung in Leipzig.

## Leben
Ana Zenclussen studierte von 1990 bis 1996 in Santa Fe, Argentinien, Biochemie und promovierte 2001 mit Auszeichnung im Fachbereich Immunologie (Schwerpunkt Fetomaternale Immunologie) an der Universität von Buenos Aires. Ihre Forschungsarbeiten wurden durch ein anschließendes Stipendium der Alexander-von-Humboldt-Stiftung gewürdigt, mit dem sie ihre Arbeiten an der Charité in Berlin fortsetzte. Im Mai 2007 folgte Ana Zenclussen dem Ruf nach Magdeburg und war dort Universitätsprofessorin für Experimentelle Gynäkologie und Geburtshilfe an der Medizinischen Fakultät der Otto-von-Guericke Universität Magdeburg. Seit dem 1. Juli 2020 ist sie Leiterin des Departments Umweltimmunologie am Helmholtz-Zentrum für Umweltforschung GmbH – UFZ und lehrt als Professorin für Pädiatrische Umweltimmunologie an der Universität Leipzig. Ana Zenclussen ist verheiratet und hat zwei Kinder. Ihr Forschungsschwerpunkt ist die Fetomaternale Immunkommunikation. In diesem Kontext untersucht sie den Effekt von Umweltchemikalien auf die intrauterine fetale Entwicklung.

## Forschung
Ana Zenclussen erforscht die Mechanismen, die zum Schwangerschaftserfolg führen. Zu den Hauptprojekten zählen, die Toleranzmechanismen während der Schwangerschaft und die immunologischen Schwangerschaftskomplikationen (Fehlgeburt und Präeklampsie).
Das Immunsystem während der Schwangerschaft muss gleichzeitig die väterlichen, fremden Antigene des Embryo tolerieren und die Mutter vor drohenden Infektionen schützen. Dies gelingt aufgrund einer feinregulierten Modulation des mütterlichen Immunsystems, an der eine Vielzahl an Zellen bzw. Mediatoren beteiligt sind. Hierfür wird der Einfluss, verschiedener Zelltypen des angeborenen und erworbenen Immunsystems auf entscheidende reproduktive Prozesse wie die Follikulogenese, den Östrus- bzw. Menstrualzyklus, die Implantation der Blastozyste in das mütterliche Endometrium, die Dezidualisierung sowie die Plazentation untersucht.
Für die Erforschung dieser Mechanismen werden molekularbiologische und immunologische Methoden u. a. Immunhistochemie, Immunzytochemie, Immunfluoreszenz, 2-Photonen Mikroskopie, real-time RT-PCR, siRNA, Western Blot, Durchflusszytometrie, ELISA verwendet. Verschiedene Mausmodelle erlauben eine Untersuchung der Abläufe in vivo. In vitro Experimente dienen der Erforschung des Migrations-, Proliferations- sowie Interaktionsverhaltens verschiedener Zelltypen. Diese Zellen werden sowohl aus verschiedenen Organen wie z. B. der Gebärmutter isoliert als auch aus Knochenmarkvorläuferzellen generiert. Darüber hinaus werden verschiedene Zelllinien verwendet (humane und murine Trophoblastenzelllinien, HUVEC, humane Mastzelllinien, B-Zelllinie, Leydig-Zelllinie). Für ex vivo Experimente stehen sowohl murines als auch humanes Plazentagewebe zur Verfügung. Hierdurch ist es auch möglich, die immunologischen Hintergründe verschiedener Schwangerschaftskomplikationen beim Menschen, wie Präeklampsie, zu untersuchen.
Ihre Forschungsarbeiten sind in ca. 100 internationalen Publikationen dokumentiert. Ana Zenclussen gehört mit ihrem Team auf dem Gebiet der Gynäkologie und Geburtshilfe zu den Top 10 der am meisten zitierten Arbeiten der Jahre 2009 bis 2013.

## Mitgliedschaften und Ehrungen

### Mitgliedschaften
- Vorsitzende der Nachwuchskommission, FME, OVGU, Magdeburg
- Mitglied der Forschungskommission, FME, OVGU, Magdeburg
- Deutsche  Gesellschaft für Immunologie
- Humboldtianer Club (Alexander-von-Humboldt-Alumni)
- International Society for Reproductive Immunology
- European Society for Reproductive Immunology
- European Mast Cell and Basophil Research Network (EMBRN)
- American Association of Immunologists
- Society for Reproduction and Fertility
- Honorary member, Sociedad Argentina de Biología

### Auszeichnungen
- New Investigator Award für: „Introducing a Novel Model for Pre-eclampsia“, von: American Society of Reproductive Immunology. Chicago, Juni 2002[10]
- Certificate of Excellence für “Heme Oxygenases (HOs) in pregnancy II”: “HO-2 expression is downregulated in pathologic pregnancy placentas”, von: American Society of Reproductive Immunology, Chicago, Juni 2002
- Doktoranden der AG (Sollwedel, Zambon Bertoja und Zenclussen ML) erhalten Young Investigator Award in Japan (9th International Congress of Reproductive Immunology), 2004
- Förderung des schwedischen GEMI-Fund, einer Stiftung der Firma Linde Gas Therapeutics, in Höhe von 155.000 US Dollars, 2007–2009[11]
- Manuskript “Zenclussen et al., Am J Pathol 2005” 3. meistzitiertes Artikel von deutschen Wissenschaftlern in der Reproduktionsbiologie (Labor Journal), 2011

## Ausgewählte Veröffentlichungen
- Nicole Meyer, Katja Woidacki, Martin Knöfler, Gudrun Meinhardt, Désirée Nowak, Philipp Velicky, Jürgen Pollheimer, Ana C. Zenclussen: Chymase-producing cells of the innate immune system are required for decidual vascular remodeling and fetal growth. In: Springer Nature (Hrsg.): Scientific Reports. Band 7, Nr. 45106, 2. März 2017, doi:10.1038/srep45106.
- Franziska Fettke, Anne Schumacher, Andrea Canellada, Natalia Toledo, Isabelle Bekeredjian-Ding, Albert Bondt, Manfred Wuhrer, Serban-Dan Costa, Ana Claudia Zenclussen: Maternal and Fetal Mechanisms of B Cell Regulation during Pregnancy: Human Chorionic Gonadotropin Stimulates B Cells to Produce IL-10 While Alpha-Fetoprotein Drives Them into Apoptosis. In: Frontiers Media SA (Hrsg.): Frontiers in Immunology. Band 7, 8. Dezember 2016, doi:10.3389/fimmu.2016.00495.
- A. Schumacher, K. Heinze, J. Witte, E. Poloski, N. Linzke, K. Woidacki, A. C. Zenclussen: Human Chorionic Gonadotropin as a Central Regulator of Pregnancy Immune Tolerance. In: The American Association of Immunologists (Hrsg.): The Journal of Immunology. Band 190, Nr. 6, 8. Februar 2013, S. 2650–2658, doi:10.4049/jimmunol.1202698.
- Maria Laura Zenclussen, Pablo Ariel Casalis, Tarek El-Mousleh, Sofia Rebelo, Stefanie Langwisch, Nadja Linzke, Hans-Dieter Volk, Stefan Fest, Miguel Parreira Soares, Ana Claudia Zenclussen: Haem oxygenase-1 dictates intrauterine fetal survival in mice via carbon monoxide. In: Wiley-Blackwell (Hrsg.): The Journal of Pathology. Band 225, Nr. 2, 8. Juli 2011, S. 293–304, doi:10.1002/path.2946.
- Ana Claudia Zenclussen, Katrin Gerlof, Maria Laura Zenclussen, André Sollwedel, Annarosa Zambon Bertoja, Thomas Ritter, Katja Kotsch, Joachim Leber, Hans-Dieter Volk: Abnormal T-Cell Reactivity against Paternal Antigens in Spontaneous Abortion. In: Elsevier BV (Hrsg.): The American Journal of Pathology. Band 166, Nr. 3, März 2005, S. 811–822, doi:10.1016/s0002-9440(10)62302-4.